# Aneuclis brevicauda
Aneuclis brevicauda är en stekelart som först beskrevs av Thomson 1889.  Aneuclis brevicauda ingår i släktet Aneuclis och familjen brokparasitsteklar. Arten är reproducerande i Sverige. Inga underarter finns listade i Catalogue of Life.